# Японская система мер
Сякканхо (яп. 尺貫法 сякканхо:) — традиционная японская система мер длины, объёма, площади, веса и денег, которая частично происходит от китайской, распространённой ранее во всей Восточной Азии.

## Длина
Традиционные японские меры длины всё ещё применяются в Японии в некоторых отраслях, несмотря на то, что в Японии уже давно действует метрическая система.
| Мера | Кандзи    | Величина | Метрическая система | Метрическая система | Юникод |
| ---- | --------- | -------- | ------------------- | ------------------- | ------ |
| мё   | 毛 или 毫 | 1/10 рин | 1 ∕ 33000           | 0,0303 мм           |        |
| рин  | 厘 или 釐 | 10 мё    | 1 ∕ 3300            | 0,303 мм            |        |
| бу   | 分        | 10 рин   | 1 ∕ 330             | 3,03 мм             | U+5206 |
| сун  | 寸        | 10 бу    | 1 ∕ 33              | 3,03 см             | U+5BF8 |
| сяку | 尺        | 10 сун   | 10 ∕ 33             | 30,3 см             | U+5C3A |
| кэн  | 間        | 6 сяку   | 20 ∕ 11             | 1,81 м              | U+9593 |
| хиро | 尋        | 6 сяку   | 20 ∕ 11             | 1,81 м              | U+5C0B |
| дзё  | 丈        | 10 сяку  | 100 ∕ 33            | 3,03 м              | U+4E08 |
| тё   | 町        | 36 дзё   | 1200 ∕ 11           | 109 м               | U+753A |
| ри   | 里        | 36 тё    | 43200 ∕ 11          | 3,927 км            | U+91CC |
Примечание: хиро — мера глубины, а кэн — мера длины.
Исторически японские единицы длины являются аналогами китайских, названия которых записываются теми же иероглифами и между которыми существует такое же соотношение (сун соответствует цуню, сяку — чи, и дзё — чжану, ри — ли). В настоящее время в КНР и в Гонконге эти единицы имеют стандартные значения, несколько отличные от японского, но на Тайване, ввиду длительного японского контроля над островом в 1895—1945 годах, значения цуня, чи и чжана те же, что и японских суна, сяку и дзё.
С точки зрения европейских и североамериканских авторов, сяку примерно соответствует использовавшемуся ранее в Европе футу, а сун — дюйму, что ведёт к ошибкам даже в серьёзной литературе, например в определении сун домэ из «Энциклопедии боевых искусств» сказано, что сун равен 2,54 см.
В практике акупунктуры сун (как и цунь) определяется через длину средней фаланги указательного пальца. Сяку же определяется как десять сун, то есть длина от головки локтевой кости до сустава основной фаланги мизинца, что примерно соответствует локтю по смыслу.
Кэн исторически являлся основной единицей измерения в архитектуре — расстоянием между опорами. В разных районах Японии он менялся от 2 до 1,8 метра. Однако впоследствии был стандартизирован как 1,81 метра. Императорский закон от 1891 года установил следующие соответствия японской системы мер с метрической:
| 1 дзё (丈)            | = 100/33 м |
| 1 канэдзяку (曲尺)    | = 10/33 м  |
| 1 кудзирадзяку (鯨尺) | = 25/66 м  |

Сокращение сяку (尺) происходит от канэдзяку. Кудзирадзяку, которая на 25 % больше, в настоящее время почти полностью вышла из употребления.

## Площадь
| Мера   | Иероглиф  | Величина         | СИ                      |
| ------ | --------- | ---------------- | ----------------------- |
| 1 го   | 合        | = 1/10 цубо      | = 33,058 дм²            |
| 1 дзё  | 畳        | ≈ 1/2 цубо       | ≈ 1,65 м²               |
| 1 цубо | 坪 или 歩 | = 10 го = 1 кэн² | = 3,3058 м²             |
| 1 унэ  | 畝        | = 30 цубо        | = 99,174 м²             |
| 1 тан  | 段 или 反 | = 10 унэ         | = 991,736 м² ≈ 9,92 а   |
| 1 тё   | 町        | = 10 танам       | = 9917,36 м² ≈ 0,992 га |

- Меры площади и длины соотносятся друг с другом исходя из того, что 1 цубо = 1 кэн².
- Мера дзё может иметь различные значения в различных префектурах Японии.

## Объём
Традиционные меры объёма до сих пор используются в Японии для измерения риса и саке.
| Мера | Иероглиф | Величина  | литр      | Юникод |
| ---- | -------- | --------- | --------- | ------ |
| го   | 合       | = 1/10 сё | ≈ 0,18039 | U+5408 |
| сё   | 升       | = 10 го   | ≈ 1,8039  | U+5347 |
| то   | 斗       | = 10 сё   | ≈ 18,039  | U+6597 |
| коку | 石       | = 10 то   | ≈ 180,39  | U+77F3 |

- Точное значение согласно закону 1891 года: 1 сё = 2401/1331 литра = 64,827 суна³.

## Масса
| Мера  | Иероглиф | Величина     | СИ        |
| ----- | -------- | ------------ | --------- |
| фун   | 分       | = 1/10 моммэ | = 375 мг  |
| моммэ | 匁       | = 10 фунам   | = 3,75 г  |
| кин   | 斤       | = 160 моммэ  | = 600 г   |
| каммэ | 貫       | = 1000 моммэ | = 3,75 кг |
| кан   | 貫目     | = 1000 моммэ | = 3,75 кг |

- В 1891 году 1 кин был привязан к 600 граммам.

## Деньги
Денежная система Токугава — унитарная и независимая металлическая денежная система, действовавшая в Японии в период Эдо (1603—1868 годы).
| Мера   | Иероглиф | Величина    |
| ------ | -------- | ----------- |
| мон    | 文       | = 1/10 хики |
| хики   | 疋       | = 10 монам  |
| каммон | 貫文     | = 100 хики  |